# Roman Rubinstein
Roman Rubinstein (* 8. August 1917 in Berlin; † 27. Juni 1999 ebenda) war ein deutscher Kommunist, Widerstandskämpfer in der Résistance und Journalist.

## Leben
Roman Rubinstein war das einzige Kind von Jacob und Rosalia Rubinstein. Sein Vater, Doktor der Chemie, arbeitete zuletzt in der Filmindustrie. Seine Mutter, gebürtige Russin, war mit einigen Unterbrechungen in der Modebranche tätig. Roman besuchte zunächst eine Privatschule und im Anschluss ein Realgymnasium in Berlin-Charlottenburg. Von 1929/30 bis 1932 besuchte er aufgrund der beruflichen Tätigkeit des Vaters Schulen in Brüssel und Paris.
Seine Eltern waren eher unpolitisch und konservativ eingestellt. Politisiert wurde Rubinstein durch seinen Onkel mütterlicherseits. Er brachte ihn dazu, sich mit politischen Problemen auseinanderzusetzen. „Ich habe mir Gedanken darüber gemacht, warum es Arme und Reiche gibt.“
1932 trat er dem Kommunistischen Jugendverband (KJVD) im Unterbezirk Charlottenburg bei.
Mit der Machtübernahme der Nationalsozialisten im Januar 1933 ging er das erste Mal in den Untergrund. Bei den ersten illegalen Aktionen verteilte er Flugblätter. Einige Zeit später wurde er als Verbindungsmann zwischen der Unterbezirksleitung (UBL) des KJVD und der UBL der KPD eingesetzt. Im Sommer 1933 wurde er das erste Mal verhaftet, kam jedoch durch den Einfluss seines Vaters bald wieder auf freien Fuß. Ihm konnte nichts nachgewiesen werden. Ende 1933 wurden die für Rubinstein verantwortlichen Funktionäre der Partei verhaftet und später ermordet. Die Gestapo fahndete nach ihm. Freunde rieten zur Flucht. So emigrierte er Ende 1933 nach Paris, wo eine Tante lebte und er bereits zur Schule gegangen war.

### Exil in Frankreich
In Paris wurde er als politischer Emigrant anerkannt. Da dort kein KJVD existierte, trat er 1933/1934 auf Weisung von Hermann Matern in die KPD ein. Zunächst von der Partei finanziert, arbeitete er hauptamtlich im Patenschaftsbüro, das Patenschaften der französischen Gewerkschaften für illegale Gruppen in Deutschland organisierte. Nach der Gründung eines Jugendpatenschaftsbüro, das dem Weltjugendkomitee gegen Krieg und Faschismus unterstand, arbeitete er als dessen Organisationsleiter. Im Rahmen dieser Arbeit schmuggelte Rubinstein als Kurier politische Schriften nach Deutschland. Ende 1934 ging er im Auftrag von Artur Becker illegal ins Saarland, um am Abstimmungskampf über die Zugehörigkeit des Saarlandes teilzunehmen. Dort arbeitete er im Sekretariat des KJVD als Instrukteur mit Erich Honecker und Fritz Nickolay zusammen. Nach der Abstimmung kamen viele junge Antifaschisten verschiedener politischer Lager nach Paris. Damit begann sich die antifaschistische deutsche Jugendbewegung in der Pariser Emigration zu organisieren.
Nach seiner Rückkehr im Januar 1935 nach Paris wurde im Frühjahr das Jugendpatenschaftsbüro aufgelöst. Gemeinsam mit Nickolay gründete Rubinstein daraufhin die Emigrationsgruppe des KJVD. In leitender Position arbeitete er hier gemeinsam mit Hermann Axen, Kurt Hager, Hermann Burckhard und Peter Gingold. Mit Verkündung der Beschlüsse des VII. Weltkongresses der Komintern zur Errichtung einer Volksfront 1935 gründeten die Pariser Gruppen der Sozialistischen Arbeiterjugend (SAJ), des Sozialistischen Jugendverbands (SJV) und des KJVD die Freie Deutsche Jugend (FDJ). Gemeinsam mit Nickolay hatte Rubinstein an den vorbereitenden Verhandlungen teilgenommen. Vertreter des SJV war Herbert Frahms (Willy Brandt). Rubinstein wurde für den KJVD in die Leitung der FDJ gewählt.

### Jahre in der Resistance 1940–1943 und im KZ
Nach der Besetzung von Paris 1940 schloss er sich der Résistance an und leistete antifaschistische Propagandaarbeit gegenüber den Soldaten der Wehrmacht. Hinzu kamen die Beschaffung von Unterhaltsmitteln und gefälschten Papieren für illegal lebende Antifaschisten. Er war auch an der Herstellung und Verbreitung von Publikationen der Bewegung Freies Deutschland für den Westen (CALPO) beteiligt.
Die erste Widerstandsaktion gegen die deutschen Truppen in Paris führte er zusammen mit Sally Grünvogel schon zwei Tage nach dem Einmarsch durch: „Sie verbreiteten mit der Hand gefertigte Flugzettel, mit denen die Wehrmachtsangehörigen über den räuberischen Charakter des Hitlerkrieges aufgeklärt wurden.“
Später war er für die Résistance in Nordfrankreich „Polit-Kommissar“ einer Partisanendivision. Mit dem Decknamen Puche organisierte er den „unterirdischen Krieg gegen die deutsche Besatzung“. Von der französischen Armee erhielt Rubinstein den Dienstrang eines Oberstleutnants.
1943 wurde er vom Sicherheitsdienst verhaftet und in dessen Pariser Zentrum in der Rue des Saussaies gebracht. Bei der folgenden Folter wurde sein Gehör zerschlagen. Zunächst in das Lager Compiégne gebracht, wurde er Anfang Mai 1943 in das KZ Mauthausen verschleppt. Aufgrund seiner umfangreichen Sprachkenntnissen konnte er der körperlich schweren Arbeit im Steinbruch entgehen und wurde zu Übersetzungsaufgaben herangezogen. Im KZ war er am illegalen kommunistischen Widerstand beteiligt. Im Januar 1945 saß er zum Tode verurteilt im Bunker des KZ. Aufgrund glücklicher Umstände wurde er mithilfe seiner Kontakte im Lager auf einen Transport in das Nebenlager Gusen I gesetzt. Er überlebte dieses als „Vorhof zur Hölle“ bezeichnete Lager und wurde im Mai 1945 mit gerade einmal 32 Kilogramm befreit.
Im August 1945 wurde er nach Frankreich repatriiert. Nach seiner Genesung folgte er 1946 einem Parteiauftrag ins Saarland zu gehen. Nachdem er von französischen Alliierten aufgrund einer Plakataktion erneut festgenommen wurde, rief ihn die KPD im Juni 1946 nach Berlin.

### Leben und Arbeit in der DDR
Ab 1947 war er Chefredakteur des SED-Funktionärsorgans für Groß-Berlin Wille und Weg. Später wurde er Lektor im Dietz-Verlag und Leiter der französischen Redaktion von Radio Berlin International. 1982 erhielt er den Vaterländischen Verdienstorden in Gold.

## Schriften (Auswahl)
- Otto Niebergall, Roman Rubinstein, Walter Beling et al.: Resistance, Erinnerungen deutscher Antifaschisten. Dietz Verlag: Berlin 1973.

### Übersetzungen
- André Kédros: Die neue Blume. Dietz, Berlin 1956.
- Paul Tillard: Die Triumphierenden. Dietz, Berlin 1955.